# Наземні тварини

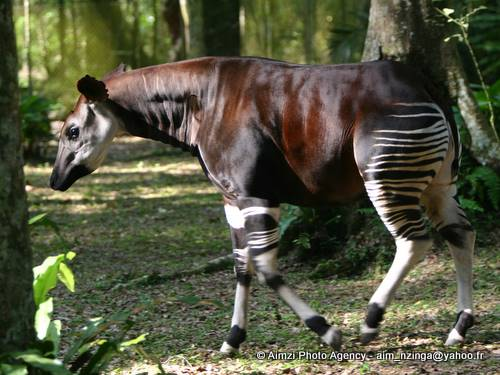
Окапі — вид наземних хребетних.

Наземні тварини — це тварини, які живуть переважно або повністю на суші (наприклад, коти, собаки, мурахи, павуки), порівняно з водними тваринами, які живуть переважно або повністю у воді (наприклад, риби, омари, восьминоги), і земноводними, які покладаються на поєднання водних і наземних середовищ існування (наприклад, жаби і тритони). Деякі групи комах є наземними, наприклад, мурахи, метелики, вуховертки, таргани, коники та багато інших, тоді як інші групи є частково водними, наприклад комарі та бабки, які проходять свої личинкові стадії у воді. Наземні тварини, як правило, більш розвинені та розумніші, ніж водні.

### Проблематика термінології

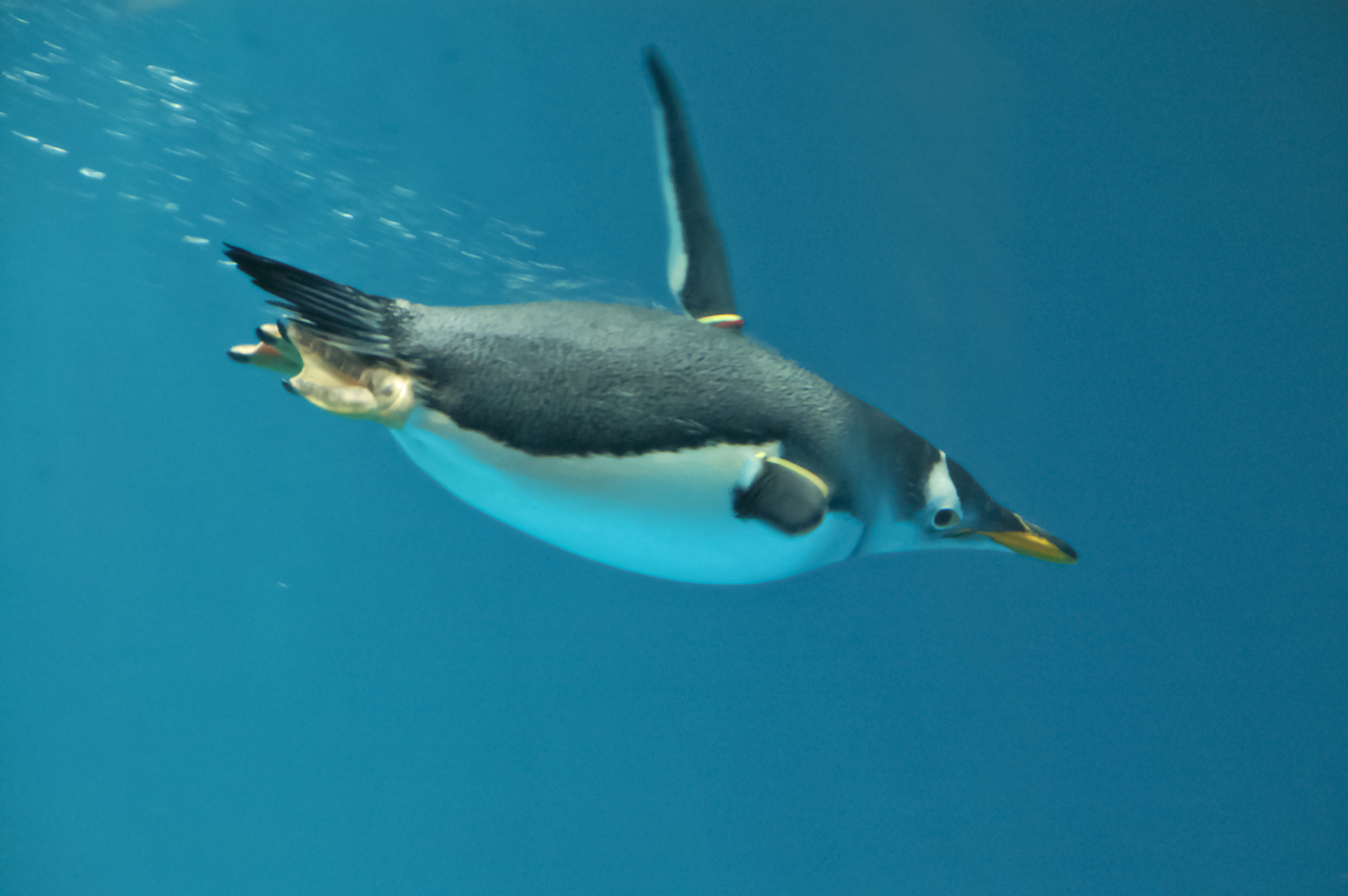
Пінгвіни проводять більшу частину свого часу під водою.

Позначення виду тварин «наземним» або «водним» часто є незрозумілим і стає предметом суперечок. Багато тварин, які вважаються наземними, мають життєвий цикл, який частково залежить від перебування у воді. Пінгвіни, тюлені та моржі сплять на суші та харчуються в океані, але всі вони вважаються наземними. Багато комах, наприклад комарі, та всі наземні краби, а також інші клади, мають водну стадію життєвого циклу: їхні яйця мають бути відкладені та вилупитися у воді; після вилуплення з'являється рання водна форма — німфа або личинка .
Є види крабів, які є повністю водними, види крабів, які є земноводними, і види крабів, які є наземними. Крабів-скрипалів називають «напівназемними», оскільки вони роблять нори в мулистому субстраті, куди відступають під час припливів. Коли приплив закінчується, краби-скрипалі шукають їжу на пляжі. Те ж саме стосується і молюсків . Багато сотень родів і видів черевоногих живуть у проміжних ситуаціях, таких як, наприклад, Truncatella. Деякі черевоногі молюски із зябрами живуть на суші, а інші з легенями — у воді.
Крім суто наземних і суто водних тварин, існує багато прикордонних видів. Немає загальноприйнятих критеріїв для визначення того, як маркувати ці види, тому деякі призначення є спірними.

## Еволюційна історія
Викопні рештки показали, що морські істоти, ймовірно, членистоногі, вперше почали вилазити на сушу приблизно 530 мільйонів років тому, у ранньому кембрії. Однак малоймовірно, що ці тварини почали жити на суші приблизно в той час. Більш вірогідна гіпотеза полягає в тому, що мотивацією цих ранніх членистоногих для виходу на сушу було спаровування (як це роблять сучасні мечохвости) або відкладання яєць у недоступному для хижаків місці (як це роблять морські черепахи). До кінця кембрію три групи членистоногих незалежно пристосувалися до суші: багатоніжки, шестиногі та павукоподібні. До пізнього ордовику вони, можливо, повністю вийшли на сушу. Існують інші групи членистоногих, усі з малакостракових ракоподібних, які незалежно стали наземними пізніше: мокриці, піщанки та наземні краби. Крім того, сестринська до членистоногих група Onychophora (оксамитові черви) також стали наземними, тоді як тихоходи також певною мірою пристосувалися до суші; обидві групи, ймовірно, стали такими протягом раннього девону.
Приблизно 375 мільйонів років тому деякі кісткові риби пристосувалися до життя в мілководних прибережних/болотистих водах (наприклад Tiktaalik roseae). Завдяки відносно сильним м'язистим кінцівкам (які, ймовірно, мали вагу, що робило їх кращою альтернативою традиційним плавникам на мілководді) і легеням, які існували разом із зябрами, Тіктаалік і подібні йому тварини змогли міцно закріпитися на суші до кінця девонського періоду. У кам'яновугільному періоді чотириногі (втративши зябра) повністю вийшли на сушу, що дозволило їм поширитися у більшість наземних ніш, хоча пізніше деякі повернуться до водного життя та завоювали також повітря.

## Напівназемні тварини
Напівназемні тварини — це макроскопічні тварини, які покладаються на дуже вологе середовище, щоб процвітати, їх можна вважати перехідною точкою між справжніми наземними тваринами та водними тваринами. Серед хребетних амфібії мають цю характеристику, покладаючись на вологе середовище та дихаючи через вологу шкіру під час розмноження у воді.
Багато інших груп тварин мають наземних тварин, які живуть таким чином: наземні планарії, наземні стрічкові черви, нематоди і наземні кільчасті черви (поякові). Вони є дуже примітивними і дихають через шкіру .
Клітеляти або наземні кільчасті черви демонструють багато унікальних наземних пристосувань, особливо у своїх методах розмноження, вони, як правило, простіші, ніж їхні морські родичі, багатощетинкові черви, позбавлені багатьох складних придатків, які мають останні.

## Подальше читання
- Clack J. A. (2002). Gaining ground: the origin and evolution of tetrapods. Indiana University Press, 369 pp., ISBN 978-0-253-34054-2.
- Cloudsley-Thompson J. L. (1988). Evolution and adaptation of terrestrial arthropods. Springer, 141 pp., ISBN 978-3-540-18188-0.
- Dejours P. et al. (1987). Comparative physiology: life in water and on land. Liviana Editrice, Italy, 556 pp., ISBN 978-0-387-96515-4.
- Gordon M. S. & Olson E. C. (1995). Invasions of the land: the transitions of organisms from aquatic to terrestrial life. Columbia University Press, 312 pp., ISBN 978-0-231-06876-5.
- Little C. (1983). The colonisation of land: Origins and adaptations of terrestrial animals. Cambridge University Press, Cambridge. 290 pp., ISBN 978-0-521-25218-8.
- Little C. (1990). The terrestrial invasion. An ecophysiological approach to the origin of land animals. Cambridge University Press, Cambridge. 304 pp. ISBN 978-0-521-33669-7.
- Zimmer, Carl (1999). At the Water's Edge : Fish with Fingers, Whales with Legs, and How Life Came Ashore but Then Went Back to Sea. New York: Touchstone. ISBN 0684856239.